# Josée Kamoun
Pour les articles homonymes, voir Kamoun.
Josée Kamoun, née en 1950 à Tunis, est une traductrice française, agrégée d'anglais et docteur ès lettres.
Elle a traduit plus d’une cinquantaine d’ouvrages, dont de nombreux romans de John Irving, Bernard Malamud, Philip Roth, Virginia Woolf, Jonathan Coe, ainsi que Sur la route - le rouleau original de Jack Kerouac. 
En 2018, elle publie une nouvelle traduction remarquée et discutée de 1984 de George Orwell.

## Biographie
Née en 1950 à Tunis, d'un père travaillant dans la mondaine et d'une mère enseignante,  agrégée d'anglais et titulaire d'une licence d’anthropologie sociale,, Josée Kamoun a soutenu en 1982  une thèse de doctorat en littérature comparée sur des romans de Henry James.
Elle commence sa carrière en 1985 en traduisant Versailles : passions et politiques, du journaliste américain Joseph Barry, à la demande d'un ami qui s'était vu confier cette traduction mais n'avait pas la disponibilité requise. En 1987, elle reçoit le prix Grevisse pour la traduction de son premier roman Christophe Colomb : mémoires de Stephen Marlowe.
En parallèle, elle enseigne dans le secondaire pendant sept ans puis la littérature et la traduction aux élèves des classes préparatoires littéraires du lycée Henri-IV à Paris. En 2003, elle est nommée inspectrice générale d'anglais de l'Éducation nationale, poste qu'elle occupe jusqu'en octobre 2012 où elle décide de faire valoir ses droits à la retraite de l’Éducation nationale pour se consacrer exclusivement à la traduction.
En 2018, sa traduction de 1984 de George Orwell est remarquée et déchaîne les passions, notamment pour son choix de remplacer « novlangue », utilisé par Amélie Audiberti, par « néoparler » et le passage du vouvoiement au tutoiement,,. 
Elle publie en avril 2024 le Dictionnaire amoureux de la traduction,. 

## Publication
- Josée Kamoun, Dictionnaire amoureux de la traduction, Plon, 2024, 560 p. (ISBN 978-2-259-30751-2)

## Publications (traductions)

### Œuvres deJonathan Coe
- La Vie très privée de Mr. Sim, Gallimard, 2011 (ISBN 978-2-07-012974-4 et 2-07-012974-8)
- Désaccords imparfaits : nouvelles, Gallimard, 2012 (ISBN 978-2-07-013362-8 et 2-07-013362-1)
- Expo 58, Gallimard, 2014 (ISBN 978-2-07-249717-9 et 2-07-249717-5)
- Notes marginales et bénéfices du doute, Gallimard, 2015 (ISBN 978-2-07-014799-1 et 2-07-014799-1)
- Numéro 11. Quelques contes sur la folie des temps, Gallimard, 2016 (ISBN 978-0-670-92379-3, 0-670-92379-6 et 978-0-670-92380-9)
- Le Cœur de l'Angleterre, Gallimard, 2019 (ISBN 978-2-07-282952-9 et 2-07-282952-6)

### Œuvres deRichard Ford
- Canada, Éditions de l'Olivier, 2013
- En toute franchise, Éditions de l'Olivier, 2015
- Entre eux : je me souviens de mes parents, Éditions de l'Olivier, 2017
- Rien à déclarer, Éditions de l'Olivier, 2021

### Œuvres deJohn Irving
- Liberté pour les ours !, Seuil, 1995 (ISBN 2-02-025585-5 et 978-2-02-025585-1)
- Les Rêves des autres : nouvelles, Seuil, 1993 (ISBN 2-02-019706-5 et 978-2-02-019706-9)
- Un enfant de la balle, France loisirs, 1996 (ISBN 2-7242-9239-1 et 978-2-7242-9239-8)
- La Petite Amie imaginaire, Seuil, 1996 (ISBN 2-02-032428-8, 978-2-02-032428-1 et 2-02-028931-8)
- Une veuve de papier, Seuil, 1999 (ISBN 2-02-033493-3 et 978-2-02-033493-8)
- La Quatrième Main, Seuil, 2002 (ISBN 2-02-050910-5, 978-2-02-050910-7 et 2-02-060417-5)
- Je te retrouverai, Seuil, 2006 (ISBN 2-02-084496-6 et 978-2-02-084496-3)
- Dernière nuit à Twisted River, Seuil, 2011 (ISBN 978-2-02-101283-5 et 2-02-101283-2)
- À moi seul bien des personnages, Seuil, 2013 (ISBN 978-2-02-108439-9, 2-02-108439-6 et 978-2-02-110720-3) (traduction avec Olivier Grenot)
- Avenue des mystères, Seuil, 2016 (ISBN 978-2-02-129978-6 et 2-02-129978-3) (traduction avec Olivier Grenot)

### Œuvres dePhilip Roth
- Pastorale américaine, Gallimard, 1999 (ISBN 2-07-075000-0 et 978-2-07-075000-9)
- J'ai épousé un communiste, Gallimard, 2001 (ISBN 2-07-075556-8 et 978-2-07-075556-1)
- La Tache, Gallimard, 2002 (ISBN 2-07-075907-5 et 978-2-07-075907-1)
- La Contrevie, Gallimard, 2004 (ISBN 2-07-076899-6 et 978-2-07-076899-8)
- Parlons travail, Gallimard, 2004 (ISBN 2-07-076467-2 et 978-2-07-076467-9)
- La Bête qui meurt, Gallimard, 2004 (ISBN 2-07-076359-5 et 978-2-07-076359-7)
- Un homme, Gallimard, 2007 (ISBN 978-2-07-078094-5 et 2-07-078094-5)
- Les faits : autobiographie d'un romancier (ISBN 978-2-07-284802-5 et 2-07-284802-4)

### Autres
- Stephen Marlowe, Christophe Colomb : mémoires, Seuil, 1987 (ISBN 2-02-009604-8 et 978-2-02-009604-1)
- Joseph Barry, Versailles : passions et politique, Seuil, 1987 (ISBN 2-02-009641-2 et 978-2-02-009641-6)
- Mark Richard, Fishboy le dit du jeune fantôme, Gallimard, 1996 (ISBN 2-07-073606-7 et 978-2-07-073606-5)
- Shauna Singh Baldwin, La Mémoire du corps, Seuil, 2002 (ISBN 2-02-038064-1 et 978-2-02-038064-5)
- Tova Mirvis, Le Monde extérieur, éditions de l'Olivier, 2005 (ISBN 2-87929-428-2 et 978-2-87929-428-5)
- Jack Kerouac, Sur la route, Gallimard, 2010 (ISBN 978-2-07-012183-0 et 2-07-012183-6)
- Virginia Woolf et Arnaud Cathrine, La Fascination de l'étang : nouvelles, Seuil, 2013 (ISBN 978-2-7578-3225-7 et 2-7578-3225-5)
- Julie Orringer, Le Pont invisible, Points, 2014 (ISBN 978-2-7578-4329-1 et 2-7578-4329-X)
- George Orwell, 1984, Gallimard, 2018 (ISBN 978-2-07-273003-0 et 2-07-273003-1)

## Distinctions reçues
- 1987 : prix Grevisse
- 2020 : Prix du Meilleur livre étranger pour Pastorale américaine de Philip Roth
- 2020 : bourse de traduction du Programme Gilbert Musy[5]